# Long Preston
Long Preston är en by och en civil parish i North Yorkshire i England. Civil parish har 679 invånare (2001).